# Henry Abel Smith
Coronel Sir Henry Abel Smith (Londres, 8 de março de 1900 — 24 de janeiro de 1993) foi oficial do exército britânico e governador da província de Queensland, Austrália.

## Biografia
Nasceu em Londres, filho de Francis Abel Smith e Madeline St. Maur Seymour, neto paterno de Henry Abel-Smith e Elizabeth Mary Pym, esta filha de Francis Pym e Lady Lucy Leslie-Meville. Lady Lucy era filha de John Leslie-Melville, 9° Conde de Leven.
Abel Smith serviu o exército inglês por 31 anos. Graduou-se na Academia Militar de Sandhurst, tendo sido comissionado no Royal Horse Guards em dezembro de 1919. Foi Aide-de-Camp para o Conde de Athlone, governador-geral da África do Sul entre 1928 e 1931, promovido a Capitão em 1930, a Major em 1934 e Tenente-Coronel temporariamente em 1941, durante seu serviço da Segunda Guerra Mundial. Recebeu o títlo honorário de Doutor em Direito pela Universidade de Queensland em 1962 e foi nomeado Comodoro do Ar honorário da Real Força Aérea Australiana em 1966. Foi reformado como Coronel em 1950.
Casou-se em 24 de outubro de 1931 com Lady May Ellen Emma Cambridge, na Igreja de Santa Maria em Balcombe, Sussex. Lady May era Princesa de Teck, filha do Major-General Alexander Augustus Frederick William Alfred George Cambridge 1° Conde de Athlone e de Alice Mary Victoria Augusta Pauline Saxe-Coburg and Gotha, Princesa de Albany. A Princesa de Teck era sobrinha do Rei Jorge V e de Maria de Teck e bistena da Rainha Vitória. Tiveram três filhos:
- Anne Mary Sibylla Abel Smith (28 de julho de 1932), casada aos 14 de dezembro de 1957 com David Liddell-Grainger (26 de janeiro de 1930 - 12 de março de 2007) e divorciada em 1981. O casal tem cinco filhos. O filho mais velho, Ian Liddell-Grainger, é membro do Parlamento Inglês pelo distrito de  Bridgewater e West Somerset pelo Partido Conservador. É o único descendente da Rainha Vitória no Parlamento.
- Coronel Richard Francis Abel Smith (11 de outubro de 1933 - 23 de dezembro de 2004), casado aos 28 de abril de 1960 com Marcia Kendrew (27 de março de 1940). O casal tem uma filha.
- Elizabeth Alice Abel Smith (5 de setembro de 1936), casada sos 29 de abril de 1965 com Peter Wise (29 de dezembro de 1929) e divorciada em 1975. O casal teve uma filha, falecida na infância por uma overdose de barbitúricos.[4]

Sir Henry foi nomeado governador de Queensland em 18 de março de 1958, servindo até 18 de março de 1966. Faleceu no Wellington Lodge, Winkfield, Berkshire em 1993. Por ser membro da família real, o funeral foi na Capela de São Jorge no Castelo de Windsor, tendo sido sepultado no cemitério real de Frogmore. Sua esposa faleceu dezesseis meses depois.

## Títulos, condecorações e armas
| Barra de Medalhas do Coronel Sir Henry Abel Smith | Barra de Medalhas do Coronel Sir Henry Abel Smith | Barra de Medalhas do Coronel Sir Henry Abel Smith | Barra de Medalhas do Coronel Sir Henry Abel Smith |
| ------------------------------------------------- | ------------------------------------------------- | ------------------------------------------------- | ------------------------------------------------- |
|                                                   |                                                   |                                                   |                                                   |

- 10 de junho de 1961: Cavaleiro Comandante da Mui Distinta Ordem de São Miguel e São Jorge (KCMG)[5]
- 1945: Companheiro da Ordem de Serviços Distintos (DSO)
- 1947: Cavaleiro Oficial da Ordem de Orange-Nassau[6]
- 1950: Cavaleiro Comandante da Real Ordem Vitoriana (KCVO)
- 25 de junho de 1958: Cavaleiro de Justiça da Mui Venerável Ordem do Hospital de São João de Jerusalém (KStJ)[7]